# Messico insanguinato
Messico insanguinato (Flor silvestre) è un film del 1943 diretto da Emilio Fernández.

## Trama
Esperanza racconta al figlio ventenne la sua travagliata storia d'amore con Josè Luis, osteggiata dal ricco padre di lui. Ma arriva la rivoluzione con conseguenze tragiche per tutti.

## Produzione
È il primo film girato in Messico dall'attrice Dolores del Río dopo una lunga e fortunata carriera a Hollywood.
Questo film segna inoltre l'inizio di una felice e proficua collaborazione tra l'attrice, il regista  Emilio Fernández, l'attore Pedro Armendáriz, lo sceneggiatore Mauricio Magdaleno e il direttore della fotografia Gabriel Figueroa e per molti è considerato il primo film del periodo che è stato ribattezzato "età dell'oro del cinema messicano".